# هارفي بروكس (ملحن)
هارفي بروكس (بالإنجليزية: Harvey Oliver Brooks)‏ هو عازف جاز وملحن وعازف بيانو أمريكي، ولد في 17 فبراير 1899، وتوفي في 17 يونيو 1968.

## روابط خارجية
- هارفي بروكس على موقع IMDb (الإنجليزية)
- هارفي بروكس على موقع ميوزك برينز (الإنجليزية)
- هارفي بروكس على موقع ديسكوغز (الإنجليزية)